# Пери, Патрик Эдмунд, 6-й граф Лимерик
Патрик Эдмунд Пери, 6-й граф Лимерик (англ. Patrick Edmund Pery, 6th Earl of Limerick; 12 апреля 1930 — 8 января 2003) — англо-ирландский пэр, банкир и государственный служащий.

## Биография
Родился 12 апреля 1930 года. Старший сын Эдмунда Пери, 5-го графа Лимерика (1888—1967), и Анджелы Оливии Пери, графини Лимерик (1897—1981), дочери подполковника Генри Троттера. Он получил образование в Итонском колледже и Новом колледже Оксфорда (получил степень бакалавра искусств в 1953 году и степень магистра искусств в 1964 году).
«Пэт Глентворт» (как его тогда называли) был спортсменом и выступал на лыжах за Палату лордов против Палаты общин. Как лорд Глентворт, он стал директором банка Кляйнворт-Бенсон, помогая во время слияния Кляйнворт и Бенсон.
4 августа 1967 года после смерти своего отца Патрик Эдмунд Пери унаследовал титулы 6-го графа Лимерика, 7-го барона Глентворта из Маллоу, 6-го барона Фоксфорда из Стэкпол-Корта (графство Клэр) и 6-го виконта Лимерика из Лимерика, заняв своё место в Палате лордов Великобритании.
В 1970 году премьер-министр Эдвард Хит позвонил лорду Лимерику и спросил: «Если предположить, что вы готовы стать членом Консервативной партии, готовы ли вы работать в правительстве?» Лимерик стал заместителем государственного секретаря по торговле в новом правительстве Хита.
После поражения на выборах консерваторов и отставки правительства Эдварда Хита в 1974 году он стал президентом Ассоциации британских торговых палат (ныне Британские торговые палаты, BCC), сменив сэра Робина Брука. В этом качестве Пэт Лимерик возглавил трансформацию ABCC и поднял её до уровня национального влияния, на котором она эффективно конкурировала, а иногда и затмевала гораздо более молодую Конфедерацию британской промышленности.
В своей первоначальной форме ABCC, часто известный как «Торговый парламент», был основан в 1860 году. После завершения трехлетнего срока его полномочий в Торговой палате лорд Лимерик стал председателем Британского совета по внешней торговле в 1979—1983 годах, а также председателем Британского совета по экспорту с 1975 по 1991 год. Он был председателем Евро-атлантической группы с 1999 по 2001 год.
Он был директором компании De La Rue с 1983 по 1997 год и председателем правления с 1993 года.
В 1991-1992 годах он был главой Worshipful Company of World Traders, одной из 110 ливрейных компаний лондонского Сити. Он был рыцарем-президентом Общества рыцарей Круглого стола с 1993 года. Он также был почетным полковником Inns of Court & City Yeomanry.
7 сентября 2001 года он был назначен почетным кавалером Ордена Австралии за заслуги перед австралийско-британскими отношениями.
Кавалер Ордена Британской империи с 1983 года, заместитель лейтенанта графства Сассекс.

## Семья
22 апреля 1961 года Патрик Пери женился на Сильвии Розалинд Лаш, дочери бригадного генерала Мориса Стэнли Лаша. У супругов было трое детей:
- Эдмунд Кристофер Пери, 7-й граф Лимерик (род. 10 февраля 1963), старший сын и преемник отца.
- Леди Элисон Дора Пери (род. 27 октября 1964), в 1999 году она вышла замуж за Дэвида Маккейга.
- Достопочтенный Адриан Патрик Пери (род. 14 июня 1967), он женился в 1997 году на Сюзанне Вартнаби.